# Korynochoerus
Korynochoerus — вимерлий рід парнопалих, що жив у міоцені в Європі та Малій Азії (Франція, Греція, Туреччина).